# 오펠 크로스랜드 X

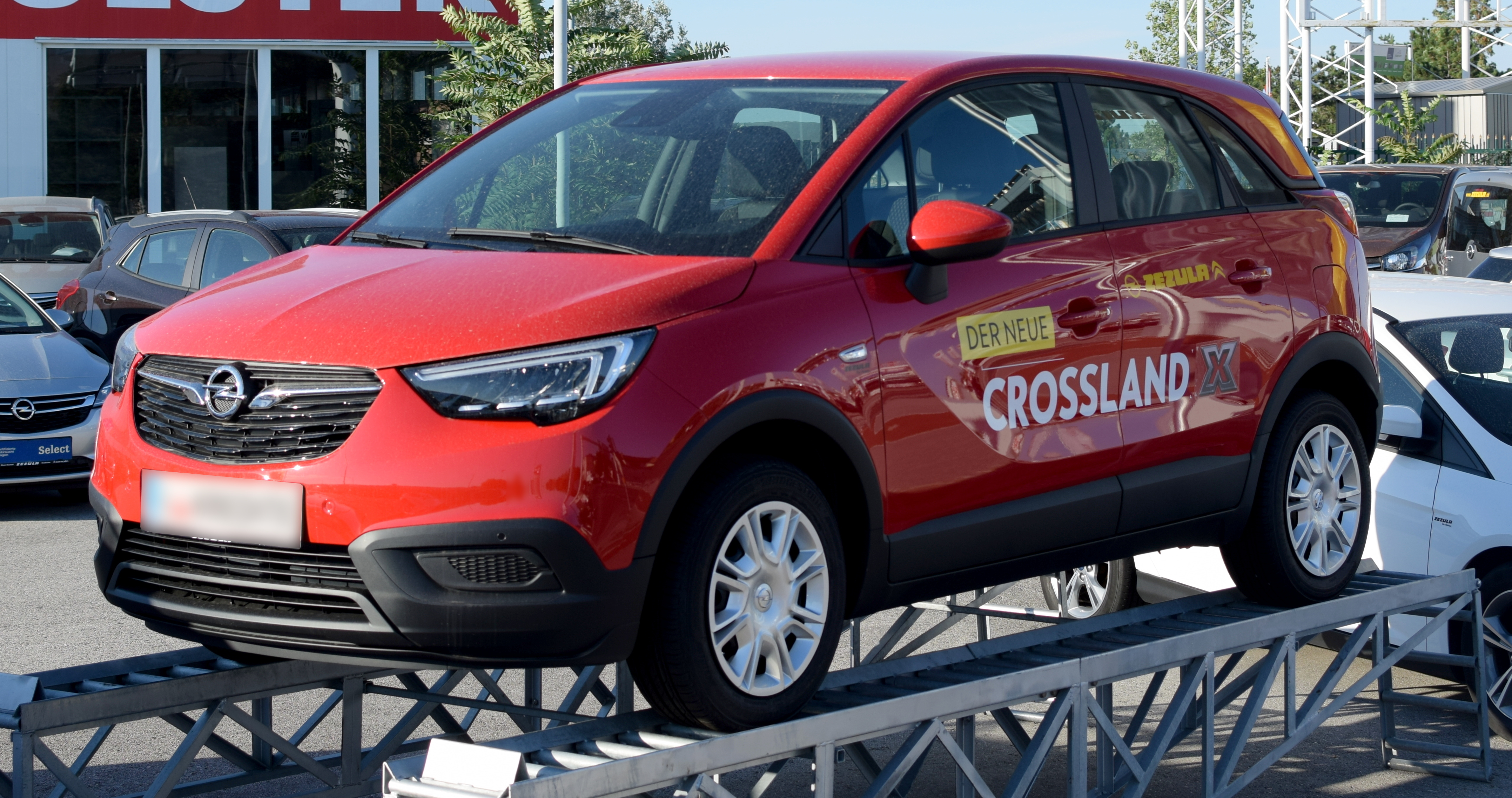
오펠 크로스랜드 X 정측면

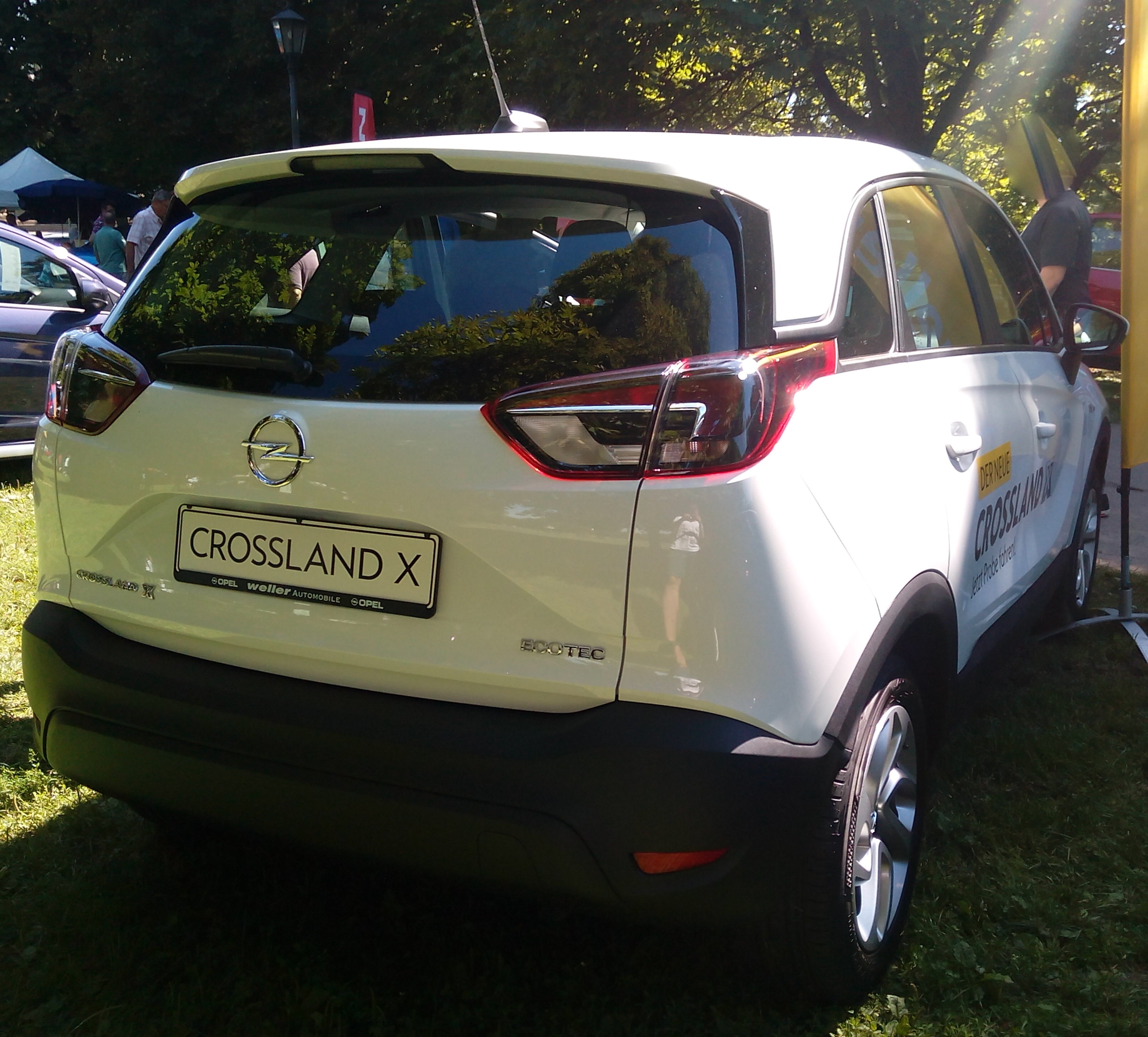
오펠 크로스랜드 X 후측면

오펠 크로스랜드 X(Opel Crossland X)는 독일의 자동차 회사인 오펠이 생산, 판매하는 소형 크로스오버 SUV이다. PSA 푸조 시트로엥의 PF1 플랫폼을 기반으로 개발되었으며, 푸조 2008과 시트로엥 C3 에어크로스와는 경쟁 차종이다. 2017년 3월에 제네바 모터쇼를 통해 공개되었고, 5월에는 사전 예약이 실시된 후 6월 24일에 출시되었다. 기존의 MPV였던 메리바의 자리를 대신하였으며, 스페인의 사라고사에서 현지 생산중이다. 루프를 다른 색으로 칠한 투톤 컬러, 파노라마 선루프 옵션 등을 제공해 모카 X에 비해 도심형 크로스오버를 강조한 것이 특징이다.

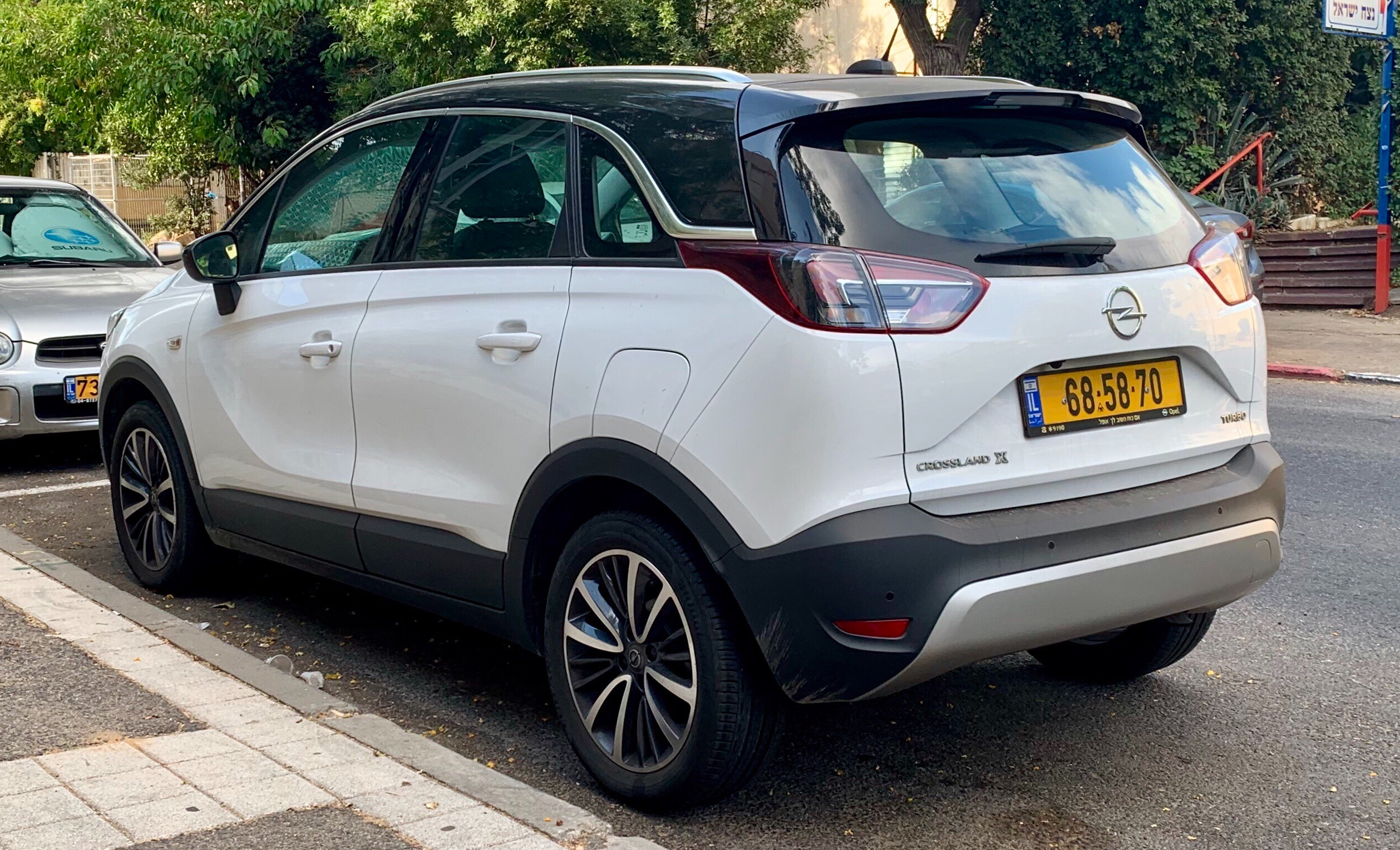

가솔린, 디젤 및 LPG 엔진을 선택할 수 있다. 가솔린 엔진은 모두 1.2리터 3실린더 유닛 형식으로 81마력의 직렬 3기통 1.2L 자연흡기, 110 및 130마력을 가진 터보 엔진이 각각 장착되었다. 디젤 엔진은 1.6리터 4실린더, 99 또는 120마력을 가진 직렬 4기통 1.6L만 있으며, LPG의 경우 엔트리 레벨 자연 흡기 가솔린 엔진에 기반한다. LPG 엔진의 최대 출력은 75마력을 가진다.

## 경쟁 차종
- 현대자동차 - 코나, ix25
- 기아자동차 - 니로, 쏘울, 스토닉
- 쉐보레 - 트랙스
- 쌍용자동차 - 티볼리
- 르노삼성자동차 - QM3
- 오펠 - 모카 X
- 뷰익 - 앙코르
- 폭스바겐 - 티크로스, 티록
- 세아트 - 아로나
- 스코다 - 예티
- 지프 - 레니게이드
- 포드 - 에코스포츠
- 시트로엥 - C3 에어크로스, C4 칵투스
- 푸조 - 2008
- 르노 - 캡쳐
- 닛산 - 쥬크
- 혼다 - HR-V
- 피아트 - 500X
- 마쓰다 - CX-3, CX-4
- 토요타 - C-HR, 러쉬